# Andrew Rowsey
Andrew Rowsey (Lexington, Virginia, 18 de junio de 1994) es un baloncestista estadounidense que actualmente se encuentra sin equipo. Con 1,80 metros de estatura, juega en la posición de base. 

## Trayectoria deportiva

### Universidad
Jugó dos temporadas con los Bulldogs de la Universidad de Carolina del Norte en Asheville, en las que promedió 19,7 puntos, 3,2 rebotes, 2,9 asistencias y 1,4 robos de balón por partido. En la primera de ellas fue elegido novato del año e incluido en el segundo mejor quinteto de la Big South Conference, mientras que al año siguiente lo sería en el segundo.
En 2015 solicitó ser transferido a los Golden Eagles de la Universidad Marquette, donde, tras pasar el año de parón que impone la NCAA, jugó una temporada, en la que promedió 6,6 puntos y 5,6 rebotes por encuentro. En 2017 fue elegido mejor sexto hombre de la Big East Conference.

### Profesional
Tras no ser elegido en el Draft de la NBA de 2018, disputó las Ligas de Verano de la NBA con los Toronto Raptors. El 29 de julio, Rowsey firmó su rimer contrato profesional con el Szolnoki Olaj de la liga húmgara. Jugó una temporada en la que promedió 11,1 puntos, 2,4 rebotes y 2,3 asistencias por encuentro.
El 26 de diciembre de 2019 firmó con los Lakeland Magic de la NBA G League. Hasta final de temporada promedió 19,3 puntos y 2,9 rebotes por partido.
Al comienzo de la temporada 2020-21 firma un contrato temporal con el Gießen 46ers de la Basketball Bundesliga, para cubrir la baja por lesión de Jonathan Stark. El 9 de diciembre de 2020, finalizaría su contrato con el conjunto alemán.